# Сето (Айті)

Се́то (яп. 瀬戸市, せとし, МФА: [seto ɕi̥]?) — місто в Японії, в префектурі Айті. Розташоване в північній частині префектури, на березі річки Сето. Входить до списку особливих міст Японії.  Виникло на основі середньовічних ремісничих поселень. Отримало статус міста 1929 року. Площа становить 111,61 км². Станом на 1 серпня 2011 року населення складало 131 854  осіб, густота населення — 1180 осіб/км².  Основою економіки є сільське господарство, садівництво, гончарство, виробництво електроприладів. Традиційні ремесла — виготовлення сетоської порцеляни. В місті розташовані руїни численних середньовічних замків. 